# قل نعم (قصة قصيرة)
«قل نعم» هي قصة قصيرة ألفها الكاتب توبياس وولف عام 1985. وتدور أحداث هذه القصة حول زوجان يناقشان قضايا الزواج بين الأعراق المختلفة. في حين أنه الزوجة ترى أن العرق لا ينبغي أن يكون عاملاً يعتد به عند الزواج من شخص ما، إلا أن الزوج يخالفها الرأي قائلا: «كيف يمكنك فهم شخص يأتي من خلفية مختلفة تمامًا؟»  يصب نقاش الزوجين في موضوع نظريات الهوية والعرق والحب.

## المواضيع
تدور موضوعات القصة حول الوعي بالذات والآخرين، وكذلك طبيعة الذات في العلاقات الرومانسية.
وهناك مفارقات ساخرة في القصة، إذ يدعي الزوج أنه لا ينبغي على الأفراد من أعراق مختلفة أن يتزوجوا لانعدام الأمل في حصول تفاهم بينهما. دون أن يلحظ أنه وزوجته «آن» يواجهان فشلًا ميؤوسًا منه في فهم بعضهما البعض في تلك اللحظة.
كما تعمد المؤلف عدم تسمية الزوج، مؤكداً على افتقاره إلى المعرفة الذاتية لكيانه، وعلى عدم قدرة آن على فهمه أو معرفته حق المعرفة.
وتمامًا كما استصغر جموع البشر المختلفة حين أدلى برأيه حيال الزواج بين الأعراق المختلفة وعزوهم إلى مجرد ألوان تعجز كليا عن التعرف والتواصل مع بعضها البعض، فإنه في النهاية يتبع نفس النهج مع زوجته حينما فشل في التواصل معها معتقدا بأنها بمجرد لون مختلف يقبع في ظلام الجهل. ومع الكلمات الأخيرة من القصة، فهي أصبحت «غريبة» عنه.
تشير النهاية إلى أن آن وزوجها كلاهما على صواب. فالزوج محق في أن الأزواج مختلفي الأعراق لا يمكنهم أبدًا معرفة بعضهم البعض حق المعرفة، وهذا لأنه لا يمكن أصلا لأي شخص في أي زواج أن يعرف شريكه حق المعرفة. ووفقًا لهذا المنطق، فإن آن محقة أيضًا في أنه يجب طبعا السماح للأزواج من مختلف الأعراق بالزواج، لأن زيجاتهم ليست أيأس من زيجة أي شريكين آخرين.

## الشخصيات
شخصيات هذه القصة هي آن وزوجها الذي لم يذكر اسمه. آن مستاءة من زوجها بسبب آرائه حول الزواج بين الأعراق المختلفة. فهم يتجادلون أثناء غسل الأطباق بلا مبالاة. وعند انزعاجها من اعترافه بأنه لم يكن ليتزوجها لو كانت سوداء، كانت ردة فعلها بأن تظاهرت باللامبالاة بينما تقلب صفحات المجلة ببطء. وبالتالي يجب أن يتصرف الزوج بالمثل. ينظر الزوج إلى نفسه على أنه مراعٍ، لأنه غالبًا ما يساعد في شؤون المنزل، لكنه لا يهتم كثيرًا إذا ما كانت آرائه تجرح زوجته أو إذا ما كانت تظن أنها غبية إلى حد ما. إنه يتوقع أن الأمر قد انتهى بمجرد انه أتى لأسعافها بعد أن جرحت إبهامها. يُنظر إليه على أنه أقل من شخص حقيقي، ويفعل الأشياء خارج نطاق العاطفة بدلاً من الرغبة الصادقة. ومع اقتراب نهاية القصة، بدأ يشعر بالقلق حيال أفكار حبه لزوجته فيهرع إليها بعد أن ألقى بالقمامة ليخبرها بأنه كان سيتزوجها مهما حدث. وينتظر ردا منها لكنها لم تبدي ردة فعل. ومن ثم ينتظرها وحده في الفراش بينما يبدو له أنها أصبحت غريبة. 